# EPayBL
ePayment des Bundes und der Länder (ePayBL) ist ein Softwareprodukt, das eine Entwicklergemeinschaft von Bund und verschiedenen Bundesländern entwickelt und jeweils im Einsatz hat. ePayBL – die Basiskomponente einer Zahlungsverkehrsplattform – ermöglicht die Verarbeitung von Einnahmen für Gebühren, Verkäufe usw. öffentlicher Einrichtungen insbesondere mithilfe online-tauglicher Zahlverfahren.
Die Entwicklergemeinschaft entstand in der Folge der Initiative BundOnline 2005. Heute wird die Fortentwicklung durch den Bund und die Länder Baden-Württemberg, Bayern, Brandenburg, Bremen, Hamburg, Nordrhein-Westfalen, Rheinland-Pfalz, Sachsen, Sachsen-Anhalt, Schleswig-Holstein, und Thüringen gemeinsam strategisch geplant. Die Entwicklergemeinschaft finanziert und organisiert die technische Infrastruktur inklusive der Entwicklung, Bereitstellung, Wartung sowie Pflege der Software, mit deren Hilfe jeweils individuelle Verwaltungssoftware (IT-gestützte Verwaltungsverfahren oder IT-Fachverfahren) für die Vereinnahmung von Geldern an das jeweilige Haushalts-, Kassen- und Rechnungswesen des Bundes bzw. Landes oder der Kommune angebunden werden können.
Die ePayBL-Software steht den öffentlichen Einrichtungen des Bundes und der beteiligten Länder sowie Trägern der kommunalen Selbstverwaltung zur Nutzung offen, die sich an der Weiterentwicklung beteiligen. Jede öffentliche Verwaltung und jede Organisation der an der Entwicklergemeinschaft beteiligten Länder darf die Software nutzen, sofern sie sich zu mindestens 50 % in öffentlicher Hand befindet. Jedes Mitglied der Entwicklergemeinschaft gewährleistet den eigenen Betrieb der ePayBL.
ePayBL unterstützt die Zahlungsarten Überweisung, SEPA-Lastschrift, Kreditkarte (mit Mastercard und Visa), Giropay, PayPal und paydirekt. Eine öffentliche Einrichtung kann im Rahmen ihrer Möglichkeiten entscheiden, in welchem Zusammenhang sie welche Zahlungsarten zulassen will. Für die unterschiedlichen Einsatzbereiche bietet die ePayBL über zuschaltbare Module umfangreiche Funktionen wie z. B. das Erstellen elektronischer Rechnungen, die auch direkt online bezahlt werden können, die Verwaltung von SEPA-Mandaten und ein Webshop-System. Das Open-Source-basierte Webshop-System dient dazu, Verwaltungsleistungen dem Bürger online, übersichtlich und in vertrauter Art und Weise zugänglich zu machen. Bestellung oder Kauf inklusive medienbruchfreier Zahlung gewähren ein Angebot, das die Anforderungen eines E-Government abdeckt
Die Bezeichnung „die ePayBL“ hat sich etabliert und „ePayBL“ ist als Wort-Bildmarke beim DPMA geschützt.

## Besonderheiten bei Zahlungen an öffentliche Einrichtungen
Einnahmen und Ausgaben der öffentlichen Verwaltung sind nach den Haushaltsplänen des Bundes und der Länder gegliedert und unterliegen den Regelungen der jeweiligen Haushaltsordnungen. Öffentliche Einrichtungen verfügen nicht direkt über ihre Einnahmen – im Wesentlichen sind dies Steuern und Abgaben – und haben von daher kein ‚eigenes‘ Konto. Einnahmen der öffentlichen Einrichtungen werden stattdessen über die Bundeskassen, Landeskassen oder kommunalen Kassen direkt in den jeweiligen Haushalt überführt. Darüber hinaus gelten für den Datenzugriff auf und die Abrechnung mit öffentlichen Kassen spezielle Bedingungen. Die Online-Zahlung (Internetzahlung) von Geldbeträgen an Bundes- und Landeskassen steht daher unter besonderen Anforderungen, beispielsweise an die Datenübermittlung an die Kassen: Die ePayBL-Software als Eigenentwicklung der Verwaltung darf die Haushaltssysteme des Bundes und der Länder über abgestimmte Schnittstellen zur Übermittlung von Daten ansprechen. Die Entwicklergemeinschaft passt die Software der ePayBL und der dazugehörigen Module regelmäßig an weitere Anforderungen – z. B. bezüglich Sicherheit, Barrierefreiheit und Datenschutz und rechtliche Änderungen – an.